# Cure2Children
Cure2Children è una fondazione onlus fondata a Firenze nel 2007 dal medico Lawrence Faulkner, con l’obiettivo di rendere accessibili le cure palliative e le terapie pediatriche avanzate nei paesi in via di sviluppo, in particolare per bambini affetti da tumore e malattie del sangue.

## Storia
Cure2Children è stata fondata nel 2007 come risposta concreta alle difficoltà affrontate da famiglie di bambini malati costrette a cercare cure all’estero. Il primo progetto strutturato della fondazione risale al 2008, con la creazione di un centro trapianti in Pakistan per la cura della talassemia, interamente gestito da medici locali.

## Missione
La fondazione si propone di offrire cure sostenibili a bambini affetti da patologie onco-ematologiche nei loro paesi di origine, rafforzando le competenze locali e riducendo la necessità di migrazioni sanitarie. L'approccio include formazione del personale, supporto logistico e assistenza alle famiglie.

## Attività e progetti

### Pakistan
Nel 2008 Cure2Children ha avviato un programma di trapianti per bambini talassemici a Lahore. Il progetto ha raggiunto elevati tassi di successo a costi contenuti.

### Kosovo
Dal 2008 Cure2Children collabora con l’Ospedale Universitario di Pristina e l’associazione Nicola Ciardelli ONLUS. La fondazione ha supportato la ristrutturazione del reparto di oncoematologia pediatrica, contribuendo al trattamento in loco di numerosi bambini.

### India
Nel 2015, a Bangalore, è stato aperto un centro trapianti in collaborazione con Sankalp India Foundation e People Tree Hospital. Il progetto ha permesso l’accesso gratuito o a basso costo alle cure trapiantologiche.

### Bangladesh
Nel 2009 la fondazione ha firmato un accordo con il Grameen Healthcare Trust per realizzare un centro trapianti a Dhaka. Il progetto è citato nel libro "Building Social Business" del premio Nobel Muhammad Yunus.

### Altri paesi
Cure2Children ha operato anche in Sri Lanka, Georgia, Egitto, Myanmar e Marocco, offrendo supporto tecnico e formazione per l’apertura di unità pediatriche specialistiche.

## Collaborazioni
La fondazione collabora con ospedali pubblici e privati, ONG, ministeri della salute e reti scientifiche internazionali. Ha ricevuto sostegno da Fondazione Monte dei Paschi di Siena, Fondazione Veronesi e tramite il programma di debt swap Italia–Pakistan.

## Impatto
Cure2Children ha sostenuto oltre 500 trapianti pediatrici in diversi paesi, formando equipe locali e contribuendo all’autonomia dei centri coinvolti. I risultati clinici sono paragonabili a quelli di strutture nei paesi ad alto reddito, ma con costi notevolmente inferiori.

## Riconoscimenti
Nel 2021 il fondatore Lawrence Faulkner ha ricevuto il "Distinguished Service Award" dal CIBMTR per l’impegno nel rendere accessibili i trapianti pediatrici nei paesi a basso reddito.

## Presenza nei media e testimonial
La fondazione è apparsa su testate nazionali e internazionali, tra cui ANSA, Huffington Post, The Times of India, Financial Express e Nove da Firenze. In Italia è stata sostenuta da testimonial noti come Leonardo Pieraccioni, Carlo Conti, Giorgio Panariello, Marco Masini, Paolo Vallesi e Lorenzo Baglioni, che hanno preso parte a eventi benefici e campagne pubbliche.
Tra le iniziative più rilevanti, il calendario benefico 2018 con Pieraccioni, Conti e Panariello.
Nel 2023, artisti e testimonial hanno partecipato a una cena solidale in ricordo di Davide Astori, organizzata da Cure2Children presso la Tenuta di Artimino.
Nel maggio 2021 è stato inoltre realizzato a Firenze un murale dedicato ad Astori, come simbolo di speranza per i bambini curati dalla fondazione.